# Męka (gmina)
Męka (od 1953 Woźniki)  – dawna gmina wiejska istniejąca do 1953 roku w woj. łódzkim. Siedzibą władz gminy była Męka Księża (od 1979 dzielnica Sieradza).
W okresie międzywojennym gmina Męka należała do powiatu sieradzkiego w woj. łódzkim. Po wojnie gmina zachowała przynależność administracyjną. Według stanu z 1 lipca 1952 roku gmina składała się z 13 gromad: Grabowiec, Grądy, Męka, Miedźno, Mnichów, Piaski, Podłężyce, Ruda, Rzechta, Stawiszcze, Sucha, Woźniki i Woźniki kol..
21 września 1953 roku jednostka o nazwie gmina Męka została zniesiona przez przemianowanie na gminę Woźniki.